# Rocky Marciano (película)
Rocky Marciano es una película para televisión de 1999 dirigida por Charles Winkler y presentada por Metro-Goldwyn-Mayer. Cuenta la historia del ascenso a la fama del legendario boxeador Rocky Marciano.
Jon Favreau declaró que entrenó «muy duro» para el papel de Marciano para «parecer un boxeador de verdad». El protagonista recordó que «nadie acabó viéndola» y explicó: «Era una película de Showtime antes de que Showtime fuera Showtime. Pensé que iba a ser una gran oportunidad para mí, y no lo fue en absoluto».

## Trama
La película muestra la infancia de Marciano, su pelea con su héroe Joe Louis y su carrera posterior, que termina con su muerte en un accidente aéreo en 1969.

## Reparto
- Jon Favreau como Rocky Marciano
- Penelope Ann Miller como Barbara Cousins
- Judd Hirsch como Al Weill
- Tony Lo Bianco como Frankie Carbo
- Duane Davis como Joe Louis
- Rino Romano como Allie Colombo
- George C. Scott como Pierino Marchegiano
- Rhoda Gemignani como Pasquelina Marchegiano
- Aron Tager como Charley Goldman
- Noah Danby como Carmine Vingo

## Premios y nominaciones
| Año  | Organización                                | Categoría                                                                        | Resultado | Ref.  |
| ---- | ------------------------------------------- | -------------------------------------------------------------------------------- | --------- | ----- |
| 1999 | Canadian Society of Cinematographers Awards | Mejor fotografía en drama televisivo                                             | Ganadora  | [ 3 ] |
| 2000 | Motion Picture Sound Editors                | Mejor edición de sonido: películas para televisión y especiales: efectos y foley | Candidata | [ 4 ] |